# 감폴라 왕국
감폴라 왕국은 한 때 스리랑카섬에 존재했던 중세 왕국 중 하나이다. 감폴라는 오늘날 스리랑카 중부의 캔디 근처에 위치한 마을이자 한 때 고대 도시였으며, 14세기 중반에 4년 동안 통치했던 부와네카바후 4세에 의해 섬의 수도가 되었다. 부와네카바후 4세(비자야바후 5세의 아들)는 그의 아버지를 따라 왕위에 올랐고 세날란카디카라 장군의 지원으로 수도를 쿠루네갈라에서 감폴라로 옮겼다.
그가 죽은 후, 데디가마에서 통치하던 그의 형 파라크라마바후 5세(1353년 - 1359년)가 왕위에 올라 감폴라로 이주했다. 그는 부와네카바후 4세의 아들 비크라마바후 3세(1359년 - 1374년)에 의해 퇴위되었고 말라야로 보내졌다.
비크라마바후 3세는 치아사리 유물을 감폴라에게 전달하고 이 신성한 유물을 기리기 위해 축제를 열었다. 그는 감폴라의 니얌감파야에 성소를 지었다. 바위 사원인 가달라데니야 비하라야는 비크라마바후 3세가 지었다. 한편 알라가코나라라는 장군은 섬 북부를 차지한 타밀계 국가인 자프나 왕국을 무찌르는 데 도움을 주면서 왕보다 더 강력해졌다.
"란카틸라카", "암베케 데왈라야"와 같이 감폴라 시대에 속하는 불교 사찰들이 많다.
감폴라의 마지막 왕은 부와네카바후 5세였다. 그는 29년 동안 이 섬을 통치했다. 동시에, "위라바후 2세"(1392-1397 AD)가 라이가마를 통치했다. 알라가코나라 가문 출신의 "비자야바후 6세"(1397-1411 AD)가 위라바후 2세로부터 왕위를 찬탈했다. 이러한 행위에 불만을 품은 명나라의 정화는 비자야바후 6세를 1411년 명나라로 압송해갔다. 감폴라 왕국 다음에 세워진 왕국은 코테 왕국이었다. 알라가코나라로 알려진 귀족에 의해 이 시기 동안 코테에 별도의 도시가 세워졌다.